# Urs d'Alneto
Urs d'Alneto, ou Hurson d'Alneto, est un dignitaire de l'ordre du Temple qui fut sénéchal de l'ordre pendant la maîtrise de Gérard de Ridefort. Il meurt durant la bataille de La Fontaine du Cresson le 1er mai 1187.

## Origine
Selon l'historien Eugène Mannier, « Alneto » correspondrait à Launay-lès-Sens, sur la commune de Saint-Martin-sur-Oreuse à quelques kilomètres de Sens et siège de la commanderie de Launay, mais qui est d'origine hospitalière.
Mais il est également possible que « Alneto » corresponde à Aulnay, où demeure une importante famille champenoise du même nom.

## Biographie
Le première mention d'Urs d'Alneto est dans une charte non datée dans laquelle il fait don aux Templiers, probablement à l'occasion de son entrée dans l'ordre, de la moitié de ses moulins d'Alneto. Une autre charte de 1196 confirme cette donation par un certain Hervé d'Alneto et indique que l'autre moitié des moulins appartient à une certaine Hildeburg d'Alneto. Ces deux personnes étant certainement des parents d'Urs.
Urs d'Alneto est désigné comme sénéchal de l'Ordre du Temple vers 1180 mais semble avoir céder cette charge par la suite à Gérard de Ridefort qui est indiqué titulaire de cette fonction vers 1184. Mais celui-ci devient maître de cette ordre en 1185 et Urs à probablement repris cette charge après lui. Entre ces deux périodes de sénéchalat, il semble être redevenu simple frère, comme l'indique une charte de 1183.
En sa qualité de dignitaire templier, il accompagne à Tibériade les grands-maîtres du Temple et de l'Hôpital, Gérard de Ridefort et Roger de Moulins, chargés de réconcilier Guy de Lusignan et Raymond de Tripoli après que Renaud de Châtillon, seigneur d'Outre-Jourdain, brise la trêve entre Francs et musulmans en attaquant une caravane qui se rendait du Caire à Damas et dans laquelle se trouvait la sœur de Saladin.

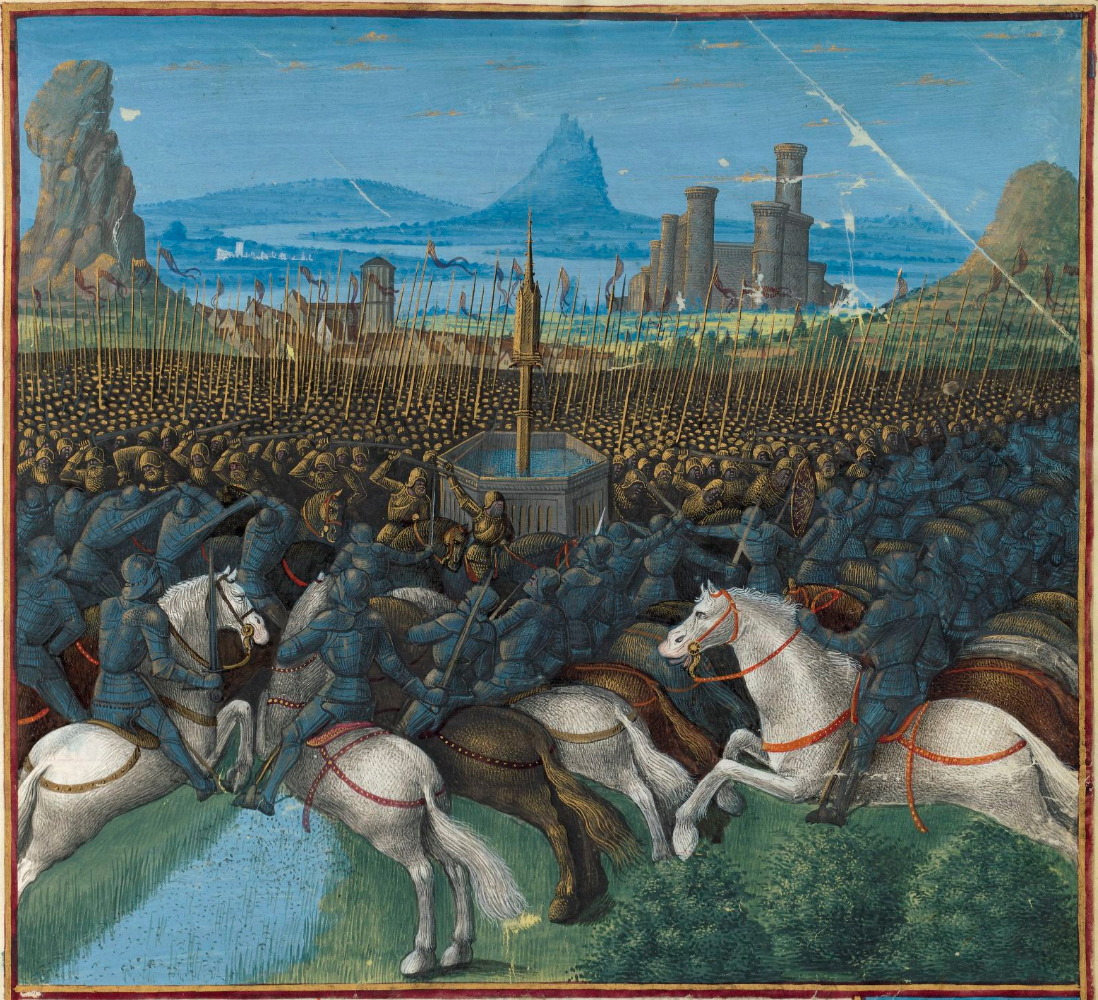
La bataille de La Fontaine du Cresson, miniature par Jean Colombe vers 1474.

La petite troupe, composée d'environ 150 chevaliers, rencontre une armée de Saladin composée de 7 000 hommes, et Gérard de Ridefort souhaite engager le combat malgré les contestations de Roger de Moulins. Les chevaliers francs chargent alors les musulmans le 1er mai 1187 lors la bataille de La Fontaine du Cresson où ils périssent sous le nombre de leur adversaire. Parmi les victimes figurent notamment Roger de Moulins, et les Templiers Jacques de Mailly, le maréchal Robert Fraisnel et le sénéchal Urs d'Alneto.
Seuls cinq chevaliers hospitaliers et trois chevaliers templiers, dont Gérard de Ridefort, parviennent à fuir le combat.

## Source
- Eugène Mannier, Ordre de Malte : Les commanderies du Grand-Prieuré de France, Paris, Auguste Aubry, libraire, 1872 (lire en ligne).
- Emmanuel Guillaume Rey, « L'ordre du Temple en Syrie et à Chypre, les Templiers en Terre Sainte », Revue de Champagne et de Brie,‎ 1888, p. 241 à 256 et 367 à 379 (lire en ligne, consulté le 11 février 2022).
- René Grousset, L'épopée des Croisades, 1939.
- (en) Jochen Burgtorf, The Central Convent of Hospitallers and Templars : History, Organization, and Personnel (1099/1120-1310), Leiden/Boston, Brill, 2008, 761 p. (ISBN 978-90-04-16660-8, présentation en ligne, lire en ligne).